# Пифон (диадох)
Пифо́н (др.-греч. Πίθων или Πείθων; предположительно родился в середине IV века до н. э. — 316/315 год до н. э.) — телохранитель-соматофилак Александра Македонского, сатрап Мидии, регент Македонской империи, военачальник и участник войн диадохов.
О происхождении и ранних годах Пифона практически ничего неизвестно. По всей видимости, Пифон был выходцем из некоего аристократического рода на периферии Македонии. Он был участником походов Александра Македонского и одним из личных телохранителей царя. После смерти Александра в 323 году до н. э. он получил в управление сатрапию Мидию. На этой должности Пифон подавил восстание греческих наёмников в Бактрии. Вначале Пифон относился к сторонникам регента империи Пердикки, однако затем предал своего патрона и участвовал в его убийстве. После смерти Пердикки Пифон в течение недолгого времени занял высший из возможных постов в империи — регента при слабоумном царе Филиппе III Арридее.
Последние несколько лет жизни Пифон участвовал в войнах диадохов. Сначала он захватил Парфию, затем лишился всех своих владений и стал одним из военачальников Антигона Одноглазого. На службе у Антигона Пифон одержал несколько побед, однако, когда его влияние стало слишком большим, был осуждён на смертную казнь по подозрению в измене.

## Биография

### Происхождение. При Александре Македонском

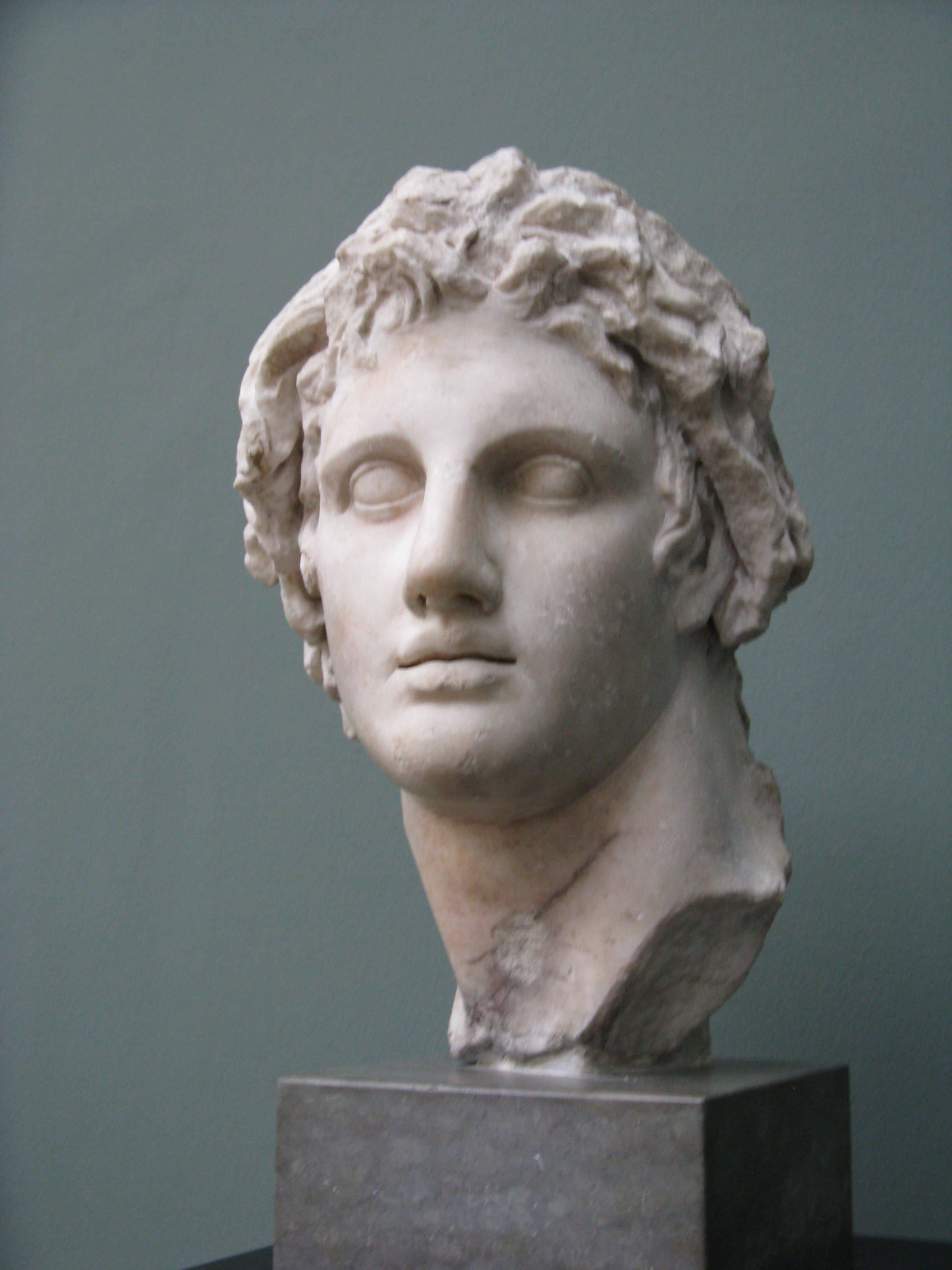
Античный бюст Александра Македонского в Новой глиптотеке Карлсберга, Копенгаген, Дания

О происхождении и ранних годах Пифона практически ничего неизвестно. О месте его рождения существует три версии, причём, как ни парадоксально, две из них принадлежат одному автору — Арриану. В «Анабасисе Александра» Пифон был выходцем из Эордеи, в «Индике» — из Алкомены в области Пеония на границе Македонии, Эпира и Фракии. Юстин назвал Пифона иллирийцем. Согласно Стефану Византийскому в Иллирии также был город Алкомены. Поскольку в близком окружении Александра Македонского не было ни одного чужеземца, то версия Юстина выглядит маловероятной. По всей видимости, Пифон был выходцем из некоего аристократического рода на периферии Македонии, который не играл какой-либо существенной роли в её истории.
Отцом Пифона был Кратев, или в другой транслитерации Кратей. Данное имя было распространено в Македонии. Неизвестно, имели ли данный Кратей и Пифон какое-либо родственное отношение к убийце царя Архелая Кратею и Кратею-военачальнику Кассандра.
Впервые Пифон упомянут в связи с индийским походом Александра. Он был одним из триерархов, то есть командиром корабля, который перевозил войско через Гидасп. Также Пифон был одним из телохранителей-соматофилаков Александра Македонского. Учитывая, что все телохранители Александра, о возрасте которых известно, были ровесниками царя, можно предположить, что Пифон не был исключением. Предположительно он родился в середине IV века до н. э. Согласно предположению В. Хеккеля, Пифон занимал эту должность как минимум с 336 года до н. э. К концу правления Александра Пифон стал одним из ближайших к македонскому царю военачальников. В Сузах он в числе других телохранителей Александра был удостоен золотого венка. Когда Александр был при смерти, Пифон вместе с другими приближёнными царя обратился в храм Сераписа с мольбой о помощи. Там он даже прошёл необходимый ритуал инкубации.
В 323 году до н. э. после смерти Александра Македонского перед войском встал вопрос о престолонаследии. Процесс выбора нового царя описан тремя античными историками — Диодором Сицилийским, Юстином и Квинтом Курцием Руфом. В изложении Курция Руфа Пифон принял сторону Пердикки и в эмоциональной продолжительной речи выступил против идеи Мелеагра назначить царём слабоумного единокровного брата Александра Арридея. Однако его речь не оказала должного эффекта, и войско выбрало Арридея. Пифон не отступился и от лица военачальников объявил Пердикку и Леонната регентами ещё не рождённого сына Роксаны от Александра. По одной из версий, он вместе с Леоннатом и Птолемеем выступал за коллективное управление диадохов Македонской империей. Хоть участие Пифона в событиях после смерти Александра описано лишь в одном источнике, едва ли можно допустить, что он оставался в стороне от происходящих событий. К тому же после казни Мелеагра и победы Пердикки Пифон при Вавилонском разделе получил в управление стратегически важную сатрапию Мидию. Следует учитывать, что Пифон получил не всю Мидию, а лишь её южную половину со столицей, предположительно, в Экбатане. Северная часть Мидии перешла к тестю Пердикки Атропату. В античной литературе существует несколько версий относительно распределения сатрапий после смерти Александра. Павел Орозий писал, что «некто Филон получил Иллирию, Великую Мидию — Атропат, а Малую — его тесть Пердикка». В так называемой «Книге о смерти и завещании Александра Великого» Пифон назван сатрапом Сирии и Месопотамии. Если в первом случае речь идёт о явной ошибке, то во втором предполагает существование некоего другого Пифона, который получил в управление указанные области.

### Подавление восстания ветеранов. Регентство

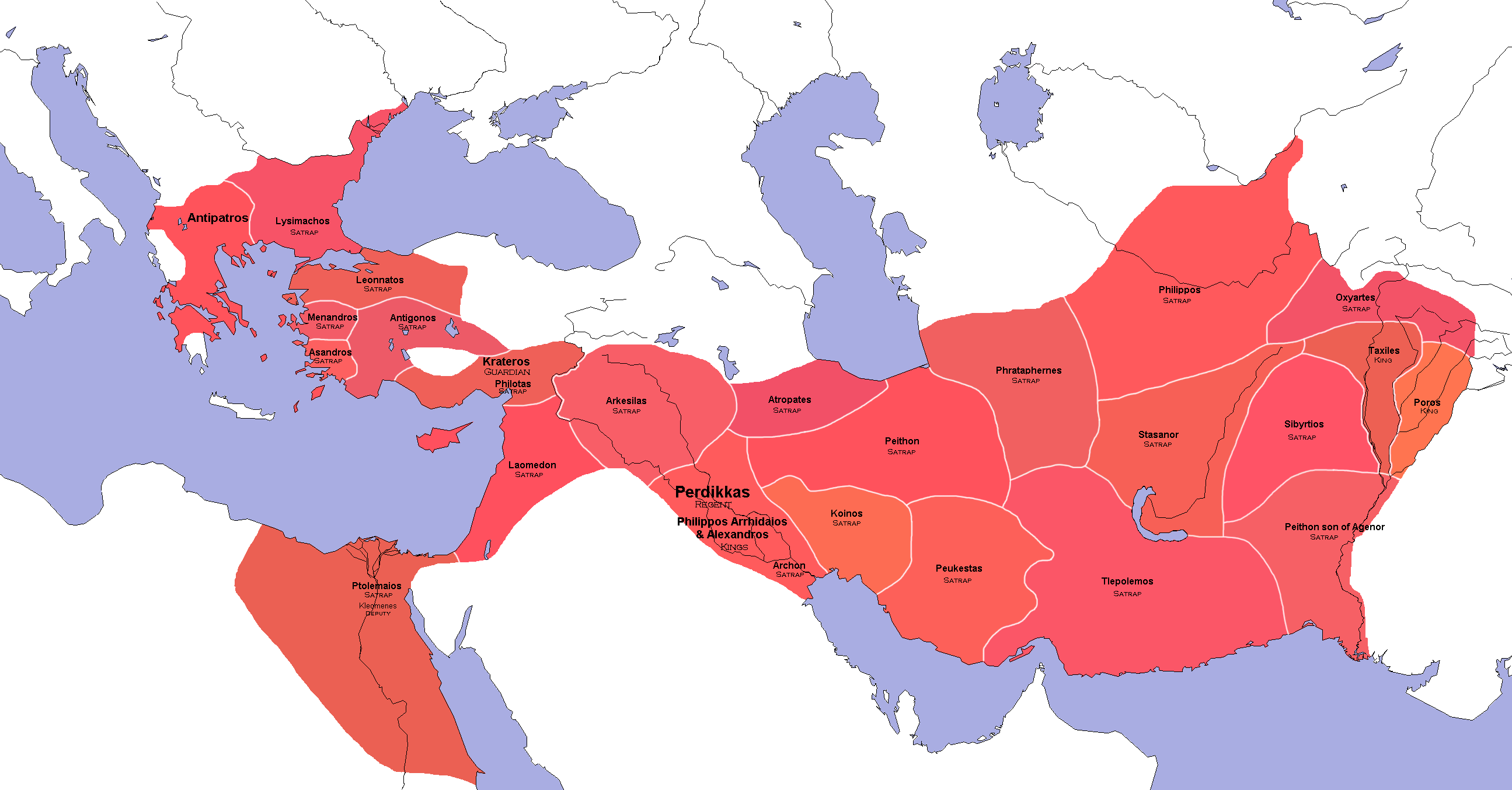
Распределение основных территорий и сатрапий на вавилонском совете (по Арриану и Диодору)

Вскоре после смерти Александра Пердикка поручил Пифону подавить восстание греческих ветеранов, которые решили вернуться на родину из далёких верхних сатрапий, под предводительством Филона. Историкам достоверно неизвестно ни о времени, ни о точном месте восстания. Пердикка не хотел, чтобы опытные воины присоединились к его врагам, и приказал убить всех восставших, а их имуществом вознаградить македонских солдат. Силы восставших Диодор Сицилийский оценивал в 20 тысяч пеших воинов и 3 тысячи конницы. Предоставленный Пердиккой Пифону отряд в 3 тысячи пеших и 800 конных воинов был явно недостаточным для подавления восстания. Поэтому регент Македонской империи написал письма другим сатрапам с приказами о предоставлении помощи Пифону в 10 тысяч воинов и 8 тысяч всадников. По мнению В. Хеккеля, Пифон для выполнения поставленной задачи получил статус «стратега верхних сатрапий». М. Я. Ольбрыхт, напротив, утверждал, что Пифон стал стратегом верхних сатрапий через несколько лет.
Согласно Диодору Пифон не спешил вступать в бой с греческими наёмниками, а даже начал вести с ними переговоры. По утверждению античного историка, с их помощью Пифон хотел упрочить свою власть и даже подчинить себе верхние сатрапии. Подкупив одного из греческих военачальников Липодора, он обеспечил себе победу в решающей битве. Пифон приказал воздержаться от грабежей и пощадил пленных, а также через глашатаев клятвенно пообещал им прощение, если они вернутся в свои колонии. Однако распоряжение Пердикки спутало все планы Пифона, и македоняне, согласно Диодору, убили всех повстанцев и разграбили их поселения. Данное утверждение о гибели всех повстанцев современные историки считают преувеличением. Возможно, Пердикка знал о планах своего военачальника либо имел все основания подозревать Пифона. Ещё по одной версии, история о соперничестве Пердикки и Пифона представляет выдумку Иеронима Кардийского. Как бы то ни было, восстание было подавлено, а Пифон не смог получить контроль над новыми территориями, хоть и упрочил своё положение в качестве одного из ведущих военачальников в Македонской империи. В этой истории А. С. Шофман видел первые проявления сепаратизма диадохов. По мнению историка, Пифон стремился создать собственное царство на востоке империи.
В конце 322 года до н. э., по одной из версии, Пифон присоединился к Пердикке во время его кампании в Писидии. Объединение сил обоих военачальников свидетельствует о доверии Пердикки к Пифону. Во время похода в Египет Пердикка был убит собственными военачальниками в 321/320 году до н. э. Античные источники приводят разные варианты данного события. У Диодора Сицилийского убийству предшествовало восстание солдат под командованием Пифона. У Корнелия Непота организаторами убийства названы Селевк и Антиген. В современной историографии принято совмещать обе версии, предполагая, что все трое были причастны к смерти Пердикки. Уже на следующий день в лагерь явился правитель Египта Птолемей. При его содействии новыми регентами Македонской империи стали Пифон и Арридей. Во избежание конфликта с наиболее влиятельными военачальниками империи Антипатром и Антигоном Птолемей решил не претендовать на этот пост, а выдвинул на него менее влиятельных личностей, среди которых оказался и Пифон.
Смерть Пердикки создала определённый вакуум власти в империи. Пифон с Арридеем были по факту избраны временными регентами. Остаётся неясным, был ли их статус временным или постоянным. О распределении их полномочий ничего достоверно неизвестно. Возможно, что Пифон руководил имперской конницей, а Арридей — пехотой. За то короткое время, как Пифон занимал один из наивысших постов в Македонской империи, он успел принять как минимум одно важное решение. Эвмен, Алкета и другие сторонники Пердикки, общей численностью в пятьдесят человек, были объявлены вне закона и подлежали казни. В данном контексте вызывает сложности в интерпретации фрагмент Юстина: «после того как был убит Пердикка, Эвмена вместе с Пифоном Иллирийцем и Алкетом, братом Пердикки, войско объявило врагами государства». Возможно, в нём идёт речь о некоем другом Пифоне.
Не все диадохи были довольны назначением Пифона и Арридея регентами империи. Они боялись усиления влияния Птолемея, который оказал им протекцию. Также к этому времени относится конфликт между Пифоном и Арридеем и женой царя Филиппа III Арридея Эвридикой. Честолюбивая царица вмешивалась в политические процессы, а также потребовала передачи полноты власти её слабоумному супругу, на которого имела непосредственное влияние. По утверждению Диодора, Пифон с Арридеем «созвали заседание совета и подали в отставку; после чего македоняне избрали Антипатра опекуном с полной властью». Данное утверждение выглядит неправдоподобным. По всей видимости, военачальники не справились с возложенной на них властью и смутой в войске. В данном случае Пифон мог присоединиться к Антипатру либо стать на сторону недовольных. Пифон выбрал «средний» путь. В кульминационный момент он передал формальное управление войском Антигону.

### Участие в последующих войнах диадохов
Во время последующего раздела империи в Трипарадисе новым регентом империи стал Антипатр, Антигон был наделён широкими полномочиями в Азии, а Пифон сохранил в управлении Мидию. Кроме этого, он стал «стратегом верхних сатрапий», что по факту означало господство на всей территории восточнее Евфрата.
Следующие несколько лет жизни Пифон, по всей видимости, был занят созданием собственного государства. Ему, по всей видимости, удалось договориться с Атропатом о зонах влияния и границах. После смерти Антипатра в 319 году до н. э., когда в империи началась череда войн за перераспределении власти, Пифон в 318 году до н. э. убил сатрапа Парфии Филиппа и поставил на его место своего брата Эвдама. Остаётся неясным, был ли Филипп убит на войне либо в результате организованного Пифоном заговора.
Захват Парфии не привёл к ожидаемому усилению Пифона. Сатрапы соседних областей объединились и объявили ему войну. По всей видимости, они опасались, что захват Парфии является лишь первым шагом Пифона по захвату новых владений. Диодор поимённо перечисляет членов антипифоновской коалиции. В неё вошли сатрап Персиды Певкест, Кармании — Тлеполем, Арахосии — Сибиртий, Паропамисад — Оксиарт, долины Инда — Эвдам, Сузианы — Антиген. Быстрота, с которой они собрали армию, численность которой Диодор оценил в 22 тысячи пехоты, 4500 всадников, 12 тысяч лучников и 120 слонов, предполагает, что вышеуказанные сатрапы готовились к войне, возможно, не с Пифоном, а с кем-либо другим. Как бы то ни было, войско Пифона в Парфии потерпело поражение, а сам военачальник бежал в Вавилонию к Селевку. Он просил у Селевка помощи и обещал разделить завоёванные в будущем земли. Между двумя военачальниками был заключён союз.
Ситуацией воспользовался военачальник Эвмен. Он предложил сатрапам восточных провинций союз. После того как он возглавил союзное войско, Эвмен потребовал от Селевка и Пифона определиться в предпочтениях. Пифон выступал за союз с Антигоном, который стремился уничтожить Эвмена, в то время как Селевк затеял дипломатическую игру. Тогда Эвмен начал военные действия против этих военачальников, которые вначале развивались для него успешно. Ситуация изменилась в 317 году до н. э., когда в Вавилон со своим войском прибыл Антигон. Он заключил союз с Селевком и Пифоном. Также к ним со своим войском присоединился Неарх. В отличие от Селевка, который оставался в Вавилоне, Пифон участвовал во всех походах Антигона. Вероятно, Пифон присоединился к Антигону во время похода в Мидию. Как бывший сатрап он хорошо знал эту область и был нужен во время похода. Это косвенно подтверждается свидетельством Диодора, который особо отмечает ценность советов Пифона Антигону. Так, к примеру, Пифон предлагал купить право прохода у племени коссеев. Антигон решил пробиваться через их землю силой, вследствие чего войско понесло большие потери.
В Мидии Антигон поручил Пифону навербовать всадников и набрать вьючных животных, с чем тот справился без каких-либо затруднений. Эта информация может свидетельствовать как об изобилии в области лошадей и вьючных животных, так и о том, что в Мидии оставалось множество сторонников Пифона. В армии Антигона Пифон занимал должность одного из военачальников, который по сравнению с другими командирами имел наибольший опыт в управлении и военном деле. В связи с этим Антигон поручал Пифону командование в наиболее ответственных сражениях. В битве при Паретакене 317 года до н. э. Пифон руководил левым флангом, а в битве при Габиене — правым, который противостоял наиболее сильным отрядам Эвмена.
Победы Антигона привели не к возвышению, а к казни Пифона. Антигон начал «чистку» в завоёванных владениях. Им были казнены сатрапы из числа бывших военачальников Александра. Пифон на тот момент был слишком влиятельным. Поэтому Антигон сначала пообещал ему власть над верхними сатрапиями, а затем вызвал к своему двору из Мидии, где и обвинил в измене. Вопрос о том, готовился ли Пифон к войне за независимость от Антигона, либо это был навет на влиятельного военачальника, остаётся открытым. Согласно Полиэну, Пифон собирал наёмников и деньги для предстоящей войны. Антигон, в свою очередь, сделал вид, что полностью доверяет своему военачальнику, для того чтобы заманить его к себе в Экбатану. Решение о казни бывшего телохранителя Александра и регента Македонской империи было проведено по всем правилам через войсковое собрание. На место сатрапа Мидии Антигон поставил местного уроженца Оронтобата, за действиями которого присматривал македонянин или грек Гиппострат. Пример Пифона, согласно античной традиции, стал чуть ли не главной причиной бегства Селевка в Египет.

## Оценки
После смерти Александра Македонского начался передел власти в созданной Македонской империи между его бывшими военачальниками. Традиционно в историографии они получили именование «диадохи». Среди них принято выделять две категории — первостепенных, либо «больших», и второстепенных, либо «малых», диадохов. Пифон относится к «малым» диадохам, причём, по мнению С. В. Смирнова, к наиболее ярким персоналиям из этой категории военачальников Александра.
Античные авторы называли Пифона «человеком большого честолюбия» «склонным к новшествам». И. Г. Дройзен назвал Пифона «беспокойным и честолюбивым полководцем», Г. А. Кошеленко — «человеком большой предприимчивости».

### Исследования
- Дройзен И. Г. История эллинизма. — Ростов-на-Дону: Феникс, 1995. — Т. 2. — 544 с. — ISBN 5-85880-079-3.
- Кошеленко Г. А. Восстание греков в Бактрии и Согдиане 323 г. до н. э. и некоторые аспекты общественно-политической мысли Греции в IV в. до н. э. // Вестник древней истории. — 1972. — № 1. — С. 59—78.
- Смирнов С. В. Пифон — наследник Александра в тени великих современников // Вестник древней истории. — М.: Наука, 2014. — Вып. 290, № 3. — С. 31—46.
- Смирнов С. В. Пифон, Селевк и традиция Иеронима из Кардии // Мнемон. Исследования и публикации по истории античного мира: Сб. статей  / Под ред. проф. Э. Д. Фролова. — СПб., 2014. — Вып. 14. — С. 161—170. — ISSN 1813-193X.
- Стоянов Е. О. Сатрапы Бактрии второй половины 20-х гг. IV в. до н. э. // Via in tempore. История. Политология. — Белгородский государственный национальный исследовательский университет, 2016. — Т. 38, вып. 229, № 8. — С. 5—11. — ISSN 2687-0967.
- Шофман А. С. Распад империи Александра Македонского / Печатается по постановлению редакционно-издательского совета Казанского университета. Отв. редактор В. Д. Жигунин. — Казань: Издательство Казанского университета, 1984.
- Billows R. Antigonos the One-eyed and the Creation of the Hellenistic State (англ.). — Berkeley; Los Angeles; London: University of California Press, 1997. — ISBN 0-520-20880-3.
- Heckel W. Who's Who in the Age of Alexander the Great: Prosopography of Alexander's Empire (англ.). — Malden; Oxford; Carlton: Blackwell Publishing, 2006. — 389 p. — ISBN 1-4051-1210-7.